# Thelyphonus insulanus
Thelyphonus insulanus är en spindeldjursart som beskrevs av Ludwig Carl Christian Koch och Eugen von Keyserling 1885. Thelyphonus insulanus ingår i släktet Thelyphonus och familjen Thelyphonidae. Inga underarter finns listade i Catalogue of Life.